# Ausgleichskörper

Schematische Darstellung eines Ausgleichskörpers

Ein Ausgleichskörper (oder auch Flatnessfilter) ist ein Bauteil in einem Linearbeschleuniger und findet in der Strahlentherapie Verwendung. Um ein homogenes Strahlenaustrittsbündel zu erzeugen, ist dies ein unverzichtbares Element. Dadurch wird das zu bestrahlende Tumorgewebe gleichmäßig und mit bekannter Energie versorgt, es entstehen keine Unter- oder Überdosierungen.
Die auf ein Targetmaterial treffenden Elektronen der Bestrahlungseinrichtung (z. B. Teilchenbeschleuniger) erzeugen Röntgenbremsstrahlung und charakteristische Röntgenstrahlung, welche dabei nicht homogen verteilt sind.
Mit Hilfe eines Ausgleichskörpers kann nun erreicht werden, dass die Dosisverteilung annähernd homogen wird. Der Aufbau eines solchen unverzichtbaren Bauteils ist in der Mitte spitz und am Rand abgeflacht. So werden mittig mehr Photonen absorbiert und lateral weniger. Die Strahlenenergie wird dabei aufgehärtet (weiche Anteile werden stärker absorbiert als harte) und die Intensität ist überall etwa gleich. Der Ausgleichskörper ist energie- und geräteabhängig. Wählt man eine andere Beschleunigungsspannung, muss man über das Gerät den Ausgleichskörper wechseln. Dies geschieht meist Geräte-intern über einen Drehteller. Zusätzlich benötigt man mehr Bestrahlungszeit pro Feld, da die zusätzliche Absorption durch den Ausgleichskörper die Dosisleistung reduziert. 
Wichtig ist auch, dass das Dosismaximum (befindet sich in der Mitte des Querprofils) genau auf die Spitze des Ausgleichskörpers trifft. Passiert dies nicht korrekt, messen dies die 90° verdrehten Monitorkammern im Beschleunigerkopf und korrigieren dies automatisch in der Quadrupollinse vor dem Umlenkmagneten. Ist eine Korrektur nicht möglich, schaltet die Elektronenquelle automatisch ab. So wird eine falsche Bestrahlung verhindert.